# Herbert Ginsberg
Herbert Ginsberg, auch Herbert Gilbert, (* 27. September 1881 in Berlin; † 5. November 1962 in New York) war ein deutscher Unternehmer, Bankier und Kunstsammler.

## Leben
Herbert Ginsberg wurde als Sohn des Fabrikbesitzers Isidor Ginsberg und dessen Ehefrau Anna geb. Wolff in deren Wohnung im Haus Dorotheenstraße 51 geboren.
Ginsberg studierte Wirtschaftswissenschaft und Rechtswissenschaft an der Ludwig-Maximilians-Universität München und an der Friedrich-Wilhelms-Universität Berlin, 1904 wurde er an der Ruprecht-Karls-Universität Heidelberg promoviert. 1907 unternahm er zusammen mit seinem Bruder eine Weltreise, davon sind Reisetagebücher erhalten. Der Aufenthalt in Asien dürfte sein Interesse an der Kunst dieses Kontinents noch intensiviert haben, doch der Grundstock zu seiner Ostasiatica-Sammlung war bereits im Jahr 1900 gelegt worden: Damals hatte er von seinem Onkel Max Schlesinger eine Bishamon-Skulptur erhalten und in den nachfolgenden Jahren verschiedene Objekte hinzugekauft. Bei seinem Aufenthalt in China und Japan tätigte er zahlreiche Ankäufe. Bis 1923 baute er seine Kunstsammlung engagiert aus, danach kamen nur noch wenige Stücke hinzu. Verschiedentlich wurden Teile seiner Sammlung in Ausstellungen präsentiert.
Am 17. Mai 1910 heiratete Herbert Ginsberg in Berlin Olga Lachmann, die Tochter des Fabrikbesitzers Georg Lachmann und dessen Ehefrau Hedwig Lachmann geb. Eltzbader. Ginsberg leitete zusammen mit seinen Cousins Ludwig und Max Ginsberg die Privatbank Gebrüder Ginsberg. Ab 1924 gehörte er der Expertenkommission der Ostasiatischen Kunstabteilung der Berliner Museen an; 1926 gehörte er zu den Gründungsmitgliedern der Gesellschaft für Ostasiatische Kunst, deren Schatzmeister er dann wurde.
Am 7. Juli 1938 floh er zusammen mit seiner Frau vor den antisemitischen Aktionen der Nationalsozialisten über die Schweiz in die Niederlande. Es gelang ihm, dabei seine Kunstsammlung mitzunehmen, die er dann als Leihgabe dem Gemeentemuseum in Den Haag zur Verfügung stellte. Nach dem Überfall des Deutschen Reichs auf die Niederlande am 10. Mai 1940 konnte der Direktor des Museums nicht mehr für die Sicherheit der Stücke garantieren und schlug Ginsberg vor, die Sammlung dem mit ihm befreundeten Bankier Johan Christiaan van Dijk in Rotterdam anzuvertrauen. Dies geschah auch. Das Ehepaar Ginsberg tauchte im August 1942 in Zeist unter und überlebte die Zeit des Nationalsozialismus; die Kunstsammlung allerdings fiel, wie Ginsberg später berichtete, bei einer Durchsuchung in van Dijks Kontor den Nationalsozialisten in die Hände. 103 der ursprünglich 836 Stücke der Sammlung, die Bronzen, Skulpturen, Holzschnitte, Malereien, Netsukes etc. umfasste, wurden auf einem Dachboden in Velp bei Arnhem wiedergefunden, der Rest blieb verschollen. Von den wiedergefundenen 103 Kunstwerken befinden sich mittlerweile 31 im Museum Rietberg.
1946 emigrierte Herbert Ginsberg mit seiner Familie in die USA. Dort stellte er 1951 einen Katalog seiner verlorenen Sammlung zusammen.
1957 stellte er einen Wiedergutmachungsantrag, in dem die fehlenden 733 Kunstwerke Erwähnung fanden. Auf Initiative seines Nachfahren Dodi Reifenberg wird seit Oktober 2019 nach dem Verbleib dieser Stücke geforscht. Die Ergebnisse sollen in einer Ausstellung präsentiert werden. Begleitet wird das Projekt von der Dokumentarfilmerin Julia Albrecht. Zeitgleich wird auch nach der verschollenen Menzel-Sammlung Ludwig Ginsbergs gesucht. Briefe, Fotografien und andere Dokumente aus dem Nachlass Ginsbergs befinden sich im Leo Baeck Institute.